# Он (річка)
О́н (фр. вимова: [on] ( прослухати); брет. Aon) — річка довжиною 144 км у Бретані, на північному заході Франції, що спускається з пагорбів і впадає в Брестську бухту, одну з багатьох фіордоподібних заток на південь від Бреста. Річка є частиною Нантсько-Брестського судноплавного каналу, навігаційного каналу, який колись з'єднував місто Нант на Луарі з портовим містом Брест на узбережжі Атлантичного океану. Цей канал все ще судноплавний на частині своєї довжини, але морське судноплавство переривається греблею ГЕС Герледан, яка затопила низку колишніх шлюзів каналу. Он протікає через Шатолен.

Річка була відома римлянам під назвою Алаун. Етимологія цієї назви наразі невідома.

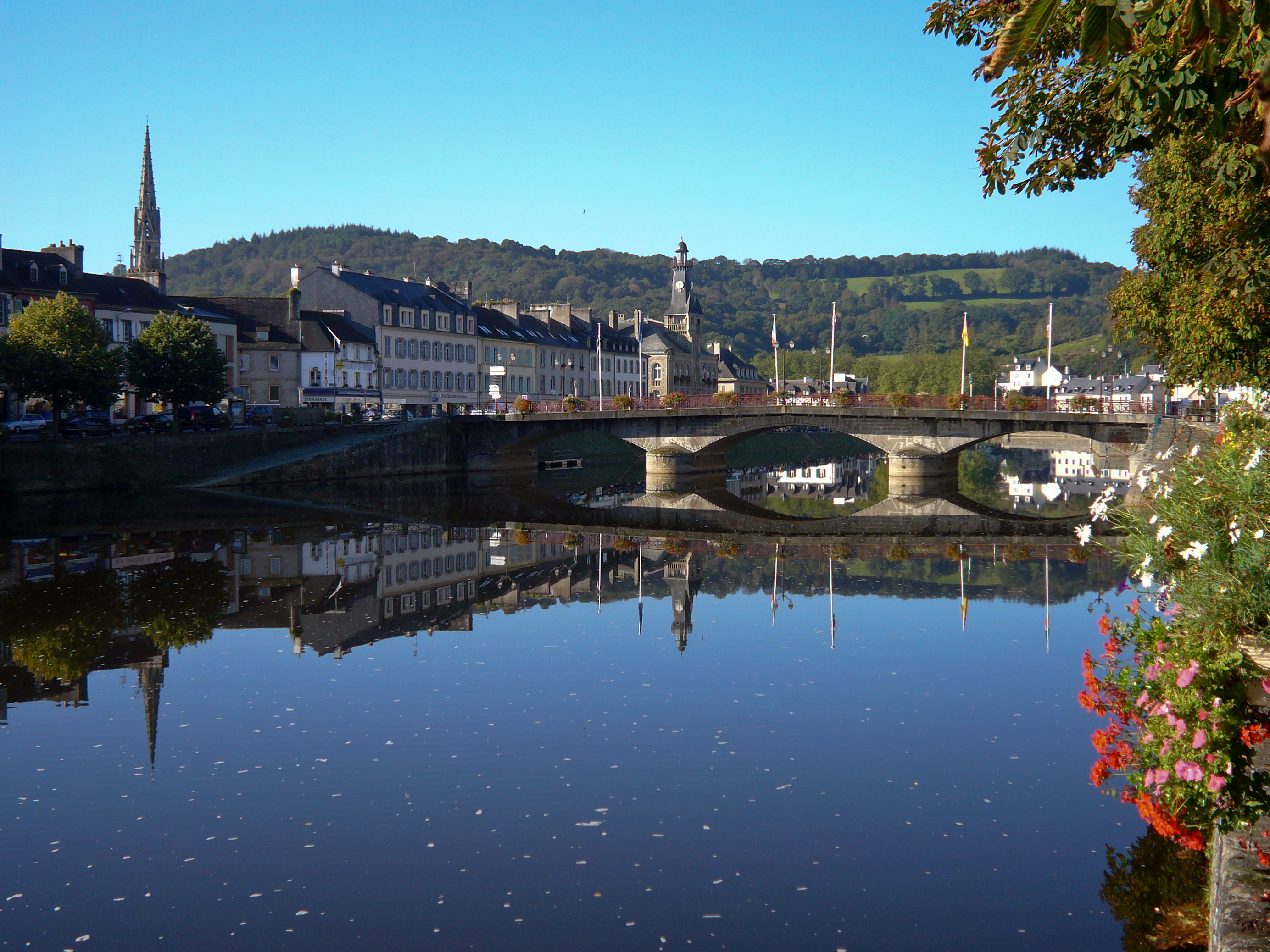
Річка Он у місті Шатолен